# Sandra Gilbert
Sandra M. Gilbert, född Mortola 27 december 1936 i New York, död 10 november 2024 i Berkeley, Kalifornien, var en amerikansk poet och litteraturvetare, professor emerita i engelska vid University of California i Davis.

## Biografi
Sandra Gilbert avlade filosofie kandidatexamen vid Cornell University 1957, filosofie masterexamen vid New York University 1961 och disputerade vid Columbia University 1968. Hon har sedan dess varit verksam vid ett flertal amerikanska lärosäten, däribland City University of New York, California State University, Indiana University, Princeton University och University of California i Davis. Hon har även varit ordförande för Modern Language Association.
Hon debuterade som poet 1978 med In the Fourth World och har utgivit sammanlagt åtta diktsamlingar. Samlingen Kissing the Bread: New and Selected Poems 1969–1999, publicerad 2000, belönades med American Book Award.
Gilbert är känd för sitt arbete inom feministisk litteraturvetenskap som hon gjort tillsammans med professor Susan Gubar, särskilt för den kritikerhyllade boken The Madwoman in the Attic (1979). Tillsammans skrev de även No Man's Land: The Place of the Woman Writer in the Twentieth Century (1988–1994).
Sandra Gilbert har varit gift med professorn i engelska Elliot L. Gilbert (1930–1991), som hon hade träffat vid Cornell University. Paret fick tre barn.